# Bothropolys ethus
Bothropolys ethus är en mångfotingart som beskrevs av Chamberlin 1946. Bothropolys ethus ingår i släktet Bothropolys och familjen stenkrypare. Inga underarter finns listade i Catalogue of Life.